# Fismoll
Fismoll, właściwie Arkadiusz Glensk (ur. 1994) – polski muzyk tworzący muzykę akustyczną i liryczną. Jest wokalistą, instrumentalistą, kompozytorem i autorem tekstów. Pseudonim Fismoll nawiązuje do dzieciństwa muzyka, który jako siedmiolatek często podśpiewywał sobie. Jego ojciec-muzyk zauważył, że syn śpiewa najczęściej w tonacji fis-moll. Młody artysta przyjął pseudonim, który dla niego stał się symbolem najczystszej i najbardziej naturalnej muzyki, która się z niego wydobywa.

## Życiorys
Pochodzi z rodziny o tradycjach muzycznych. Oboje rodzice są muzykami – ojciec jest skrzypkiem, a matka wiolonczelistką. Dawni przodkowie ze strony ojca pochodzili ze Szkocji. Arkadiusz Glensk uczył się w Ogólnokształcącej Szkole Muzycznej II stopnia im. Jadwigi Kaliszewskiej w Poznaniu, czyli w słynnej „Szkole Talentów”.

## Kariera
Debiutancka płyta Fismolla (At Glade), z masteringiem wykonanym w Londynie przez Mandy Parnell oraz wyprodukowana przez Roberta Amiriana, ukazała się 18 czerwca 2013 r. nakładem NEXTPOP Songwriters’ Label z dystrybucją EMI Music Poland. Charakterystyczne rysunki książeczki albumowej stworzył przyjaciel artysty, Jędrzej Guzik. Album zapowiadał singel „Let’s Play Birds”, który zdobył popularność m.in. na Liście Przebojów Trójki i Liście Przebojów Radia Merkury. Dnia 6 lipca 2013 r. Fismoll został entuzjastycznie przyjęty przez publiczność podczas koncertu w tzw. Alter Space na Festiwalu Open’er w Gdyni. Artysta został zaproszony jako support koncertowy przez Katarzynę Nosowską, zachwyconą jego twórczością. Cytując Nosowską: 

Kiedy doświadczam czegoś zachwycającego, mam w zwyczaju obnosić się z tym zachwytem. Wszyscy moi bliscy już wiedzą – Kaśka słucha Fismolla! Tak wielki talent jak Fismoll to już kategoria: nieprzyzwoite. Chłopak upłynnia mi serce

Artysta koncertuje na stale z siostrą Joanną Glensk (Wiolonczela, wokal), oraz Kacprem Budziszewskim (Gitara, Wokal)

## Dyskografia

### Albumy
| Rok                                                     | Tytuł                                                                                              | Pozycja na liście | Certyfikat         | Sprzedaż       |
| Rok                                                     | Tytuł                                                                                              | POL               | Certyfikat         | Sprzedaż       |
| ------------------------------------------------------- | -------------------------------------------------------------------------------------------------- | ----------------- | ------------------ | -------------- |
| 2013                                                    | (At Glade) - Data: 18 czerwca 2013 - Wydawca: Nextpop - Format: CD, digital download               | 20                | - POL: złota płyta | - POL: 15 000+ |
| 2015                                                    | Box of Feathers - Data: 29 czerwca 2015 - Wydawca: Nextpop - Format: CD, digital download          | 8                 |                    |                |
| 2023                                                    | Pomiędzy - Data: 2 listopada 2023 - Wydawca: Universal Music Polska - Format: CD, digital download | –                 |                    |                |
| „–” oznacza, że album nie był notowany na danej liście. | |                   |                    |                |

### EP
| Rok  | Dane dot. albumu                                            |
| ---- | ----------------------------------------------------------- |
| 2015 | Abandoned Stories - Data: 4 grudnia 2015 - Wydawca: Nextpop |

### Single
| Rok                                                      | Tytuł              | Pozycja na liście | Album                       |
| Rok                                                      | Tytuł              | LP3               | Album                       |
| -------------------------------------------------------- | ------------------ | ----------------- | --------------------------- |
| 2013                                                     | „Let’s Play Birds” | 23                | (At Glade)                  |
| 2013                                                     | „Trifle”           | 28                | (At Glade)                  |
| 2014                                                     | „The Healing”      | –                 | Tunnel Vision: Slow Burning |
| 2015                                                     | „Eager Boy”        | 36                | Box of Feathers             |
| 2015                                                     | „Skin / Jaśnienie” | 45                | Abandoned Stories           |
| 2017                                                     | „Sznurowadła”      | 39                | Albo inaczej 2              |
| 2019                                                     | „Nos”              | –                 | –                           |
| 2020                                                     | „Na co Ci to”      | –                 | –                           |
| 2021                                                     | „Poruszenie”       | X                 | –                           |
| 2023                                                     | „Na polanie”       | X                 | Pomiędzy                    |
| 2023                                                     | „Szum powietrza”   | X                 | Pomiędzy                    |
| 2023                                                     | „Zmoknięci”        | X                 | Pomiędzy                    |
| „–” oznacza, że singel nie był notowany na danej liście. |                    |                   |                             |

## Nagrody i nominacje
| Rok  | Konkurs               | Kategoria                                             | Nota      |
| ---- | --------------------- | ----------------------------------------------------- | --------- |
| 2013 | Brand New Awards 2013 | Polski Utwór Roku („Let’s Play Birds”)                | Nominacja |
| 2013 | Brand New Awards 2013 | Polski Debiut Roku                                    | Nominacja |
| 2013 | Brand New Awards 2013 | Polska Trasa Koncertowa                               | Nominacja |
| 2013 | Brand New Awards 2013 | Polska Płyta Roku („(At Glade)”)                      | Nominacja |
| 2014 | Fryderyki 2014        | Fonograficzny Debiut Roku                             | Nominacja |
| 2024 | Fryderyki 2024        | Album Roku Piosenka Poetycka i Literacka („Pomiędzy”) | Nominacja |